# René Desfontaines
René Louiche Desfontaines, född 14 februari 1750, död 16 november 1833, var en fransk botaniker.
Desfontaines var professor och direktör för botaniska trädgården i Paris, och företog 1783–1785 en botanisk forskningsfärd till norra Afrika och utgav ett klassiskt verk över floran i Tunisien och Algeriet, Flora atlantica (2 band, 1800). Andra Desfontaines arbeten behandlar växtfysiologi och växtanatomi, såsom fortplantningsorganens retbarhet och de monokotyla stammarnas byggnad.
Auktorsnamnet Desf. kan användas för René Desfontaines i samband med ett vetenskapligt namn inom botaniken; se Wikipediaartiklar som länkar till auktorsnamnet.